# 伊予平野站
伊予平野站（日语：／ Iyo-hirano eki */?）是位於日本愛媛縣大洲市，隸屬於四國旅客鐵道（JR四國）的鐵路車站，車站編號為U16。本站只停靠普通列車。由於在日本國鐵時代關西本線已設有平野站，再加上當時於其他私鐵另有三個「平野站」，為免混淆，本站逐加上舊令制國「伊予」在前以作識別。

## 車站結構
現時使用中為第二代站舍，與雙岩站的情況相同，都是因為第一代站舍過於殘舊而且利用人數過少，因而把原有站舍拆去，改為撘建簡易式站舍，模式與堀江站相同，但相比堀江站只使用舊貨車車廂改裝，本站和雙岩站均採用水泥板及鋼筋所建成。站舍共分為三部份，右側為開放式候車室，設有長櫈，但不設售票窗口；中央部份為儲物室，出入口設於月台上，左側為洗手間，亦是只能由月台進入。車站外則另設有單車停泊場。
設有側式月台2個，提供2面2線的配置。模式和鄰站千丈站有很多類近之處，首先各月台並沒有設置月台編號，只在候車大堂內的告示中以「往八幡濱、宇和島方向月台」和「往伊予市、松山方向月台」標示。而兩邊進站同樣採用Y型轉轍器，令上下行列車均須靠左駛進月台，站內車速也限制於50Km/h內，月台之間都是以平交道連接，也是兩邊月台並不對稱，因而導致遠離站舍一邊的月台須於前端出入並且經過約30米的路程才到達平交道口，而靠近站舍一邊的月台則需於末端約半節車廂長度的位置上裝為橫越平交道的出入口，從而導致兩邊月台的有效長度不相同。
另一方面，靠近站舍一邊的月台前端也設有舊貨物車廂停泊用的側線路軌及貨物月台，但相比千丈站全部遭拆去，本站卻獲得保留，同時亦長期停泊一輛保線用的工程車。行車方向上，則和千丈站相反，靠近站舍的月台為下行月台；而遠離站舍的則為上行月台。下行月台有效長度為3輛；而上行月台則為4輛。

### 月台配置
| 月台 | 路線    | 方向 | 目的地                   |
| ---- | ------- | ---- | ------------------------ |
| 1    | ■予讚線 | 下行 | 八幡濱、宇和島方向       |
| 2    | ■予讚線 | 上行 | 伊予大洲、內子、松山方向 |

## 歷史
- 1936年9月19日：開業。
- 1986年3月3日：車站無人化。
- 1987年4月1日：日本國鐵分割民營化，車站的營運由JR四國繼承。

## 相鄰車站
四國旅客鐵道（JR四國）
■予讚線
西大洲（U15）－伊予平野（U16）－千丈（U17）